# 懸濁液

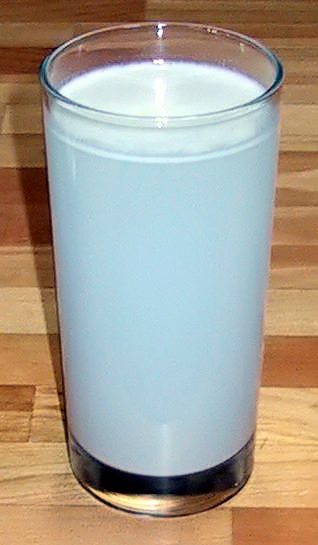
小麦粉を分散させた水。青っぽく見えるのは、青い光は赤い光よりも小麦粉の粒子で反射しやすいためである

懸濁液（けんだくえき）は、固体粒子が液体中に分散した分散系。英語では、サスペンション (suspension) あるいはスラリー (slurry)。サスペンジョンともいうが、こちらはドイツ語のズスペンジオーン (Suspension) が混ざった呼び名である。
粒子はコロイド粒子（100nm程度以下）のこともあるが、それより大きな光学的粒子のこともある。コロイド粒子の場合は懸濁コロイドなどと呼び、光学的粒子の懸濁液を特に懸濁液と呼ぶこともある。
光学的粒子の懸濁液は、コロイド溶液とは異なり、時間が経つと定常状態に落ち着く。懸濁粒子は顕微鏡で見ることができ、静かな場所に置くと時間の経過に連れて沈静化する。この点で懸濁液は、粒子がより小さく、沈静化することのないコロイド液と異なる。
（真の）溶液では、溶質は固体では存在せず、溶質と溶媒は均質に混ざり合っているため、懸濁液は存在しない。
懸濁状態において、分散媒は流体（液体、気体等の総称）である。つまり、気体中に固体粒子が分散した状態のものも懸濁している状態である。　

## 例
- 土や粘土、シルトを水に混ぜた泥水
- 泥漿
- 小麦粉を溶いた水
- 絵具
- 水中に分散させたチョークの粉
- 石灰乳